# Boris Škanata
Boris Škanata (Tivat, 18. svibnja 1927.- Ruma, 20. listopada 1962.) je bivši hrvatski plivač iz Splita, državni reprezentativac u plivanju leđnim stilom.
Sudionik je Olimpijskih igara u Helsinkiju 1952. u disciplini 100 m leđno i osvojio 7. mjesto.
Sudionik je europskih plivačkih prvenstava. Ovo su njegovi značajniji rezultati:
- europsko prvenstvo u plivanju 1950.: bronca na 100 m leđno

Poginuo je u prometnoj nesreći na 25. kilometru autoputa Beograd-Zagreb. U nesreći su poginuli i nogometaši Partizana Č. Lazarević i Bruno Belin, te igrač Radničkog Vladimir Josipović.